# 12877 Rylangardner
12877 Rylangardner este o planetă minoră (asteroid), cu un diametru de 7,85 km, din centura de asteroizi. A fost descoperită pe 17 august 1998 la Magdalena Ridge Observatory⁠(d) de Lincoln Near-Earth Asteroid Research. 
Obiectul prezintă o orbită caracterizată de o semiaxă mare de 2,3519798 UAi, o excentricitate de 0,08, o înclinație de 12,75509 ° în raport cu ecliptica.